# Hildebrandtia (animal)
Ne doit pas être confondu avec Hildenbrandia, un genre d’algues rouges.
Cet article concerne le genre d’amphibiens. Pour le genre de plantes, voir Hildebrandtia (plante).
Genre
Hildebrandtia est un genre d'amphibiens de la famille des Ptychadenidae.

## Répartition
Les trois espèces de ce genre se rencontrent en Afrique de l'Ouest, en Afrique centrale, en Afrique de l'Est et dans le nord de l'Afrique australe.

## Liste des espèces
Selon Amphibian Species of the World (19 novembre 2016) :
- Hildebrandtia macrotympanum (Boulenger, 1912)
- Hildebrandtia ornata (Peters, 1878)
- Hildebrandtia ornatissima (Bocage, 1879)

## Étymologie
Ce genre est nommé en l'honneur de Johann Maria Hildebrandt.

## Publication originale
- Nieden, 1907 : Über einige westafrikanische Frösche. Sitzungsberichte der Gesellschaft Naturforschender Freunde zu Berlin, vol. 1907, p. 228-229 (texte intégral).